# Trębacz (protista)
Trębacz (Stentor coeruleus) – zwany też trębaczem niebieskim, czasami też występuje nazwa trąbik. Swój intensywnie niebieski kolor zawdzięcza ziarnom pigmentu umieszczonym w ektoplazmie. Jest „protistem zwierzęcym” (pierwotniakiem) należącym do typu orzęsków (Ciliata). Po raz pierwszy został opisany w 1833 roku przez Ehrenberga.
Trębacz posiada charakterystyczny kształt trąby (stąd nazwa), osiąga – jak na pierwotniaki – sporą długość dochodzącą do 2 mm. Pierwotniak ten czasami pływa w wodzie, lecz z zasady prowadzi osiadły tryb życia przyczepiony do podłoża. W przedniej części ciała (rozszerzony koniec) znajduje się otwór gębowy – cytostom, otoczony przyustnym wieńcem rzęsek, które napędzają do niego pokarm. Trębacz nie posiada ściany komórkowej. Jego ciało otacza żywa osłona zwana pellikulą. Makronukleus jest w formie koralików, mikronukleus w postaci rozproszonej po cytoplazmie. Jest pospolity w wodach słodkich i łatwy w hodowli, dlatego często używany w laboratoriach. Odznacza się wybitnymi zdolnościami do regeneracji.
Występuje również inna, zamieszczona poniżej systematyka rodzaju Stentor.
- Klasa Polyhymenophora Jankowski, 1967
- Podklasa Spirotricha Butschli, 1889
- Rząd Heterotrichida Stein, 1859
- Podrząd Heterotrichina Stein, 1859
- Rodzina Stentoridae Canes, 1863